# The Abattoir Blues Tour
The Abattoir Blues Tour — концертный альбом и видео группы Nick Cave and the Bad Seeds, изданное в 2007 году. Делюкс-издание содержит два CD и два DVD.

## Список композиций

### CD 1
| #  | Название           | Продолжительность | Записана                           | Оригинальная композиция                      |
| -- | ------------------ | ----------------- | ---------------------------------- | -------------------------------------------- |
| 1. | O Children         | 6:59              | в Дюссельдорфе 18 ноября 2004 года | в альбоме Abattoir Blues/The Lyre of Orpheus |
| 2. | Hiding All Away    | 6:23              | в Манчестере 8 ноября 2004 года    | в альбоме Abattoir Blues/The Lyre of Orpheus |
| 3. | Breathless         | 3:36              | в Дюссельдорфе 18 ноября 2004 года | в альбоме Abattoir Blues/The Lyre of Orpheus |
| 4. | Get Ready for Love | 4:59              | в Дюссельдорфе 18 ноября 2004 года | в альбоме Abattoir Blues/The Lyre of Orpheus |
| 5. | Red Right Hand     | 5:24              | в Копенгагене 19 ноября 2004 года  | в альбоме Let Love In                        |
| 6. | The Ship Song      | 4:09              | в Париже 15 ноября 2004 года       | в альбоме The Good Son                       |
| 7. | The Weeping Song   | 4:39              | в Мюнхене 26 ноября 2004 года      | в альбоме The Good Son                       |
| 8. | Stagger Lee        | 8:44              | в Мюнхене 26 ноября 2004 года      | в альбоме Murder Ballads                     |

### CD 2
| #  | Название                           | Продолжительность | Записана                           | Оригинальная композиция                      |
| -- | ---------------------------------- | ----------------- | ---------------------------------- | -------------------------------------------- |
| 1. | Carry Me                           | 4:49              | в Дюссельдорфе 18 ноября 2004 года | в альбоме Abattoir Blues/The Lyre of Orpheus |
| 2. | Let the Bells Ring                 | 4:55              | в Лозанне 27 ноября 2004 года      | в альбоме Abattoir Blues/The Lyre of Orpheus |
| 3. | Easy Money                         | 7:08              | в Милане 29 ноября 2004 года       | в альбоме Abattoir Blues/The Lyre of Orpheus |
| 4. | Supernaturally                     | 5:13              | в Париже 15 ноября 2004 года       | в альбоме Abattoir Blues/The Lyre of Orpheus |
| 5. | Babe, You Turn Me On               | 5:08              | в Париже 16 ноября 2004 года       | в альбоме Abattoir Blues/The Lyre of Orpheus |
| 6. | There She Goes, My Beautiful World | 5:29              | в Амстердаме 23 ноября 2004 года   | в альбоме Abattoir Blues/The Lyre of Orpheus |
| 7. | God Is in the House                | 4:46              | в Париже 16 ноября 2004 года       | в альбоме No More Shall We Part              |
| 8. | Deanna                             | 3:43              | в Гамбурге 21 ноября 2004 года     | в альбоме Tender Prey                        |
| 9. | Lay Me Low                         | 5:40              | в Мюнхене 26 ноября 2004 года      | в альбоме Let Love In                        |

### DVD 1
Лондон, 11 ноября 2004 года
| #   | Название                           | Автор(ы) песни                                                                                              |
| --- | ---------------------------------- | --- |
| 1.  | Hiding All Away                    | Ник Кейв |
| 2.  | Messiah Ward                       | Ник Кейв |
| 3.  | Easy Money                         | Ник Кейв |
| 4.  | Supernaturally                     | Ник Кейв |
| 5.  | The Lyre of Orpheus                | Мартин Кейси, Ник Кейв, Уоррен Эллис, Джим Склавунос                                                        |
| 6.  | Babe, You Turn Me On               | Ник Кейв |
| 7.  | Nature Boy                         | Мартин Кейси, Ник Кейв, Уоррен Эллис, Джим Склавунос                                                        |
| 8.  | Get Ready for Love                 | Мартин Кейси, Ник Кейв, Уоррен Эллис, Джим Склавунос                                                        |
| 9.  | Carry Me                           | Ник Кейв |
| 10. | There She Goes, My Beautiful World | Ник Кейв |
| 11. | God Is in the House                | Ник Кейв |
| 12. | Red Right Hand                     | Ник Кейв, Мик Харви, Томас Уайдлер                                                                          |
| 13. | The Ship Song                      | Ник Кейв |
| 14. | Stagger Lee                        | Народная / Бликса Баргельд, Мартин Кейси, Ник Кейв, Мик Харви, Конвэй Савэдж, Джим Склавунос, Томас Уайдлер |

#### Участники записи
- Ник Кейв — вокал, фортепиано
- Мартин Кейси — бас-гитара
- Уоррен Эллис — скрипка, мандолина, бузуки, флейта
- Мик Харви — гитара, бузуки
- Джеймс Джонстон — орган, гитара
- Конвэй Савэдж — фортепиано
- Джим Склавунос — барабаны, перкуссия
- Томас Уайдлер — барабаны, перкуссия

### DVD 2
Лондон, 7 июня 2003 года
| #  | Название                  | Автор(ы) песни      |
| -- | ------------------------- | ------------------- |
| 1. | Wonderful Life            | Ник Кейв            |
| 2. | Nobody’s Baby Now         | Ник Кейв            |
| 3. | Bring It On               | Ник Кейв            |
| 4. | Sad Waters                | Ник Кейв            |
| 5. | Watching Alice            | Ник Кейв            |
| 6. | Christina the Astonishing | Ник Кейв            |
| 7. | Wild World                | Ник Кейв, Мик Харви |

Бонусные материалы
| #  | Название                                         | Тип материала                                     | Режиссёр      |
| -- | ------------------------------------------------ | ------------------------------------------------- | ------------- |
| 1. | The Bring it On Shoot                            | Создание видеоклипа Bring it On                   | Мик Харви     |
| 2. | Bring it On                                      | Видеоклип                                         | Джон Хиллкот  |
| 3. | Babe, I’m on Fire                                | Видеоклип                                         | Джон Хиллкот  |
| 4. | Nature Boy                                       | Видеоклип                                         | Грант Джи     |
| 5. | Breathless                                       | Видеоклип                                         | Бен Доукинс   |
| 6. | Get Ready for Love                               | Видеоклип                                         | Дэвид Барнард |
| 7. | Abattoir Blues/The Lyre of Orpheus, A Short Film | Запись альбома Abattoir Blues/The Lyre of Orpheus | Росс Халлард  |

#### Участники записи
- Ник Кейв — вокал, фортепиано
- Мартин Кейси — бас-гитара
- Уоррен Эллис — скрипка, мандолина, бузуки, флейта
- Мик Харви — гитара, бузуки
- Джеймс Джонстон — орган, гитара
- Конвэй Савэдж — фортепиано
- Джим Склавунос — барабаны, перкуссия
- Томас Уайдлер — барабаны, перкуссия
- Крис Бейли — вокал (только в «Bring it On»)
- Бликса Баргельд — гитара (только в «Bring it On», «Babe, I’m On Fire» и «The Bring it On Shoot»)